# Къри (растение)
Вижте пояснителната страница за други значения на Къри.
Къри (Murraya koenigii) е тропическо и субтропическо дърво от семейство Седефчеви, което расте в Индия и Шри Ланка. Листата му се използват като подправка.
Дървото достига до 4 – 6 м височина, а стволът – до 40 см в диаметър. Листата са сложни, перести, с 11 – 21 листчета, като всяко листче е дълго 2 – 4 см и широко 1 – 2 см. Малките бели цветове могат да се самоопрашват. Плодът е ягода, черен и лъскав, с една голяма семка. Не се използва за храна, въпреки че месестата част на плода е ядлива и сладка, с вкус на лекарство.